# 陈立人 (陕西)
陈立人（1924年10月—1999年7月），男，广东梅县人。陕西师范大学前校长。

## 生平简历[1]
- 1924年10月出生。
- 1944年考入迁至四川北碚的复旦大学生物系。
- 1945年1月参加革命工作。
- 1946年3月到达延安。
- 1955年到陕西省委工作。
- 1972年调入陕西教育局工作。
- 1977年进入陕西师范大学。
- 1983年11月至1986年5月任陕西师范大学校长。
- 1989年12月离职。
- 1999年7月5日逝世。